# ゆれる青春
『ゆれる青春』（ゆれるせいしゅん）は、2025年1月29日にavex traxから発売されたONE LOVE ONE HEARTの3枚目のアルバムである。

## 概要
本アルバムは子供から大人へと成長し、進化していくONE LOVE ONE HEARTを表現している。また、コンセプトとして10代の無邪気さだけでなく、大人への第一歩というのもテーマとして掲げている。洸瑛は20代のメンバーが出てきたこのタイミングで、その変化も伝えたいというスローガンで本アルバムを制作しているとインタビューにて述べている。
ONE LOVE ONE HEARTの前作アルバム『愛せ、至極散々な僕らの日を』発売後に前作アルバムの表題曲「愛せ、至極散々な僕らの日を」がTikTokなどのSNS上で話題になったことを受け、本アルバムにも「愛せ、至極散々な僕らの日を」が再収録されている。
本アルバムには、再収録された「愛せ、至極散々な僕らの日を」も含め、配信限定シングルが7曲収録されている。
「ビターネクター」は毎日放送「ドラマ特区」『ふったらどしゃぶり』のオープニング主題歌として書き下ろされた。
本アルバムのリード曲は「物語はここから」と「召し上がれ青春」の2曲である。
男子メンバー曲が「Upgrade」、「ぶっ飛ばしてGO!!」の2曲、女子メンバー曲が「Girls Forever」、「言えない」の2曲である。
2025年1月28日付のオリコンデイリーアルバムランキングで3位、2025年2月10日付のオリコン週間アルバムランキングで4位となった。LINE MUSICウィークリーアルバムランキング（2025年1月29日 - 2月4日）では1位となった。

## 収録曲
（ONE LOVE ONE HEART：相原一心・洸瑛・久昌歩夢・笹原遼雅・飯塚瑠乃・イーチ・佐々木杏莉・藤咲碧羽・矢嶋由菜）

### 楽曲解説
1. 物語はここから
配信限定シングルとして2024年11月6日に配信が開始された。本アルバムのリード曲2曲の内の1曲であり[10]、MVも作成されている[18]。
本楽曲ではイーチと藤咲碧羽がメインで歌っている[6]。
相原一心はまっすぐに思いを伝えられるような曲であり、ライブでのパフォーマンスも迫力ある曲になっているとインタビューにて述べている[19]。
『めざまし8』（フジテレビ系列）の2024年11月度エンディングソングとして使用された[20]。
2. 召し上がれ青春
配信限定シングルとして2024年12月9日に配信が開始された。本アルバムのリード曲2曲の内の1曲[11]。
笹原遼雅は男女混合グループならではのハモリが楽しめる楽曲と評している[21]。洸瑛、イーチ、藤咲碧羽は椎名林檎と宮本浩次による楽曲「獣ゆく細道」をイメージしてレコーディングに臨んだという[21][22]。
3. テンプレファッショニスタ
矢嶋由菜は「イヤナコトナンテフツカデヤメロ」みたいな雰囲気がありつつも、パーティーでダンスを踊っているみたいなイメージがあって、メロディもカッコいい曲でありお気に入り曲であるとインタビューにて述べている[23]。
4. イヤナコトナンテフツカデヤメロ
笹原遼雅はインタビューにてすごくクセになるような感じで、4回くらいあるサビの振りがそれぞれ違うので見ても楽しいし、聴いても楽しい曲になっているとインタビューにて述べている[23]。佐々木杏莉はサビに「Happy Birthday」というフレーズが入っていたり、キャッチーで耳に残る1曲だと思うとインタビューにて述べている[12]。
5. ぶっ飛ばしてGO!!
男子メンバーによる曲。相原一心は前作アルバム『愛せ、至極散々な僕らの日を』に収録された男子メンバー曲「エンテンカ」みたいな盛り上がる系の曲になるかと思っていたが、すごくカッコよく魅せられる系の曲になっており、本アルバム収録曲の中で一番好きな曲であるとインタビューにて述べている[23]。飯塚瑠乃は「歌もすごく元気で、普段の男子メンバーを歌で表現しているっていうのがよくって。4人が交互に歌っていく感じも、全員の色が違うので、聴いていて楽しいです」とインタビューにて答えている[6]。
6. Girls Forever
配信限定シングルとして2024年5月8日に配信が開始された[24]。女子メンバーによる曲。チアリーダーっぽい楽曲となっている[25]。本楽曲の振付は槙田紗子が担当している[26]。
矢嶋由菜によるとデモの段階では「両思いの魔法をかけてあげる!」みたいなかわいい系の曲であったが、スタッフが「ONE LOVE ONE HEARTには強い女の子像のほうが似合う」と判断して強めの女の子像を描いた曲に方向転換したという[12]。
7. Upgrade
配信限定シングルとして2024年5月15日に配信が開始された[27]。男子メンバーによる曲。ヒップホップっぽい楽曲となっている[25]。久昌歩夢は歌い方やラップの仕方、踊り方など、全ての面でアップグレードした男子メンバーを見せられる楽曲になっているとインタビューにて述べている[6]。
8. 言えない
女子メンバーによる曲。ONE LOVE ONE HEARTの楽曲としてはめずらしい片思いの恋愛曲。
イーチによると「女の子の「乙女な心」を歌っているので、歌い方も切ない感じを出すのに結構苦戦したし、レコーディングの時は座って録ったんですけど、ライブでパフォーマンスしながら歌うとまた違った感じになると思うし、新しいラブワンガールズの一面が見られる曲だと思う」とインタビューにて答え、お気に入り曲に挙げている[23]。
洸瑛は「Girls Forever」がすごくポップだったのに対し、「言えない」は普段の女子メンバーからは想像できないような声色と歌詞と大人っぽさがあると評している[6]。
本楽曲の振り付けはユーキ（超特急）が担当した[28]。
9. ビターネクター
配信限定シングルとして2025年1月10日に配信が開始された[29]。
テレビドラマ毎日放送「ドラマ特区」『ふったらどしゃぶり』のオープニング主題歌として書き下ろされた楽曲[9][30]。
藤咲碧羽は本楽曲について、曲のテイストや日本語と英語が混ざっている歌詞がすごくオシャレで、こういう静かめなテイストの曲をONE LOVE ONE HEARTで歌えるのがすごく楽しみであったとインタビューにて述べている[6]。
10. 僕らのロードムービー
配信限定シングルとして2024年8月7日に配信が開始された[31]。
BUMP（ショートドラマ配信アプリ）にて配信されたONE LOVE ONE HEART主演のショートドラマ『僕らのロードムービー』の主題歌として使用された[32]。同作品のシーンとパフォーマンスによるMV（ドラマver.）が作成されている[33]。
『僕らのロードムービー』の撮影が行われた西武学園文理中学・高等学校の「2024文理祭」公式テーマソングに使用された[34][35][36]。
11. Story
本楽曲の作詞作曲はBUDDiiSのメンバーでもあるKEVINが担当している。KEVINは楽曲提供だけではなくレコーディングのディレクションにも携わった[6][37]。
12. 愛せ、至極散々な僕らの日を
配信限定シングルとして2023年12月6日に配信が開始された[38]。2024年1月17日に発売された前作アルバム『愛せ、至極散々な僕らの日を』のリード曲であり表題曲である[39]。2024年夏頃からTikTokなどのSNS上で話題になった[8]こともあり本アルバムにも再収録された。
本楽曲は「どんな出来事も散々な毎日も、全てが僕たち私たちの愛すべき青春」というテーマを掲げている[40]。
本楽曲のMVは静岡市内の各地にて撮影された[41]。

### 楽曲クレジット
| #         | タイトル                           | 作詞                                 | 作曲                                                     | 編曲                        | 時間  |
| --------- | ---------------------------------- | ------------------------------------ | -------------------------------------------------------- | --------------------------- | ----- |
| 1.        | 「物語はここから」                 | Ryo Shiraki                          | Ryo Shiraki・玉木千尋                                    | 玉木千尋                    | 4:32  |
| 2.        | 「召し上がれ青春」                 | yuba寝                               | yuba寝                                                   | UiLLoU                      | 3:42  |
| 3.        | 「テンプレファッショニスタ」       | IURA TOI                             | DYES IWASAKI（FAKE TYPE.）                               | DYES IWASAKI（FAKE TYPE.）  | 2:35  |
| 4.        | 「イヤナコトナンテフツカデヤメロ」 | ケンカイヨシ                         | ケンカイヨシ                                             | ケンカイヨシ・オオノ シオリ | 3:36  |
| 5.        | 「ぶっ飛ばしてGO!!」               | Funk Uchino・Gigi                    | Funk Uchino・SILLY TEMBA・Gigi・BLOCKYYY                 | SILLY TEMBA・BLOCKYYY       | 3:02  |
| 6.        | 「Girls Forever」                  | 花衣（SUPA LOVE）                    | 近藤圭一（SUPA LOVE）                                    | 近藤圭一（SUPA LOVE）       | 3:18  |
| 7.        | 「Upgrade」                        | Ryusei（ARTribe）・DjeDje（ARTribe） | Nanami（ARTribe）・ Ryusei（ARTribe）・DjeDje（ARTribe） | Nanami（ARTribe）           | 3:00  |
| 8.        | 「言えない」                       | knoak                                | knoak                                                    | knoak                       | 3:24  |
| 9.        | 「ビターネクター」                 | OHTORA                               | OHTORA・maeshima soshi                                   | maeshima soshi              | 3:30  |
| 10.       | 「僕らのロードムービー」           | 福岡良太                             | 福岡良太・Tommy                                          | Tommy                       | 3:48  |
| 11.       | 「Story」                          | KEVIN                                | KEVIN                                                    | Naoki Itai                  | 3:16  |
| 12.       | 「愛せ、至極散々な僕らの日を」     | CONY・Sayaka Inoue                   | CONY・Sayaka Inoue                                       | 近田潔人                    | 3:51  |
| 合計時間: | 合計時間:                          | 合計時間:                            | 合計時間:                                                | 合計時間:                   | 41:34 |

## 販売形態

### CDアルバム
2025年1月29日にTYPE-A、TYPE-B、TYPE-Cの3形態でCDアルバムが発売された。TYPE-AにはBlu-rayも付属している。
| 形態   | 規格       | 規格品番     | 収録内容 |
| ------ | ---------- | ------------ | --- |
| TYPE-A | CD+Blu-ray | AVCD-63671/B | - CD - Blu-ray 1. 「物語はここから」Music Video 2. 「物語はここから」Music Video Making Movie 3. 「僕らのロードムービー」Music Video 4. 5thワンマンライブ「ONE LOVE ONE HEART Oneman Live2024 “Sky’s the limit”」（一部楽曲を除く） 5. ラブワン学園 -恵比寿東西頂上決戦-（一部楽曲を除く） |
| TYPE-B | CD         | AVCD-63672   | - CD |
| TYPE-C | CD         | AVCD-63673   | - CD |

- 全タイプ初回封入特典：トレーディングカード（全12種中1種ランダム封入）

2025年7月19日、20日にヒューリックホール東京にて開催されたONE LOVE ONE HEARTのワンマンライブ「ONE LOVE ONE HEART Oneman Live 2025 “SPARK of LOVE”」を記念して、同年7月19日から23日までの間、mu-mo SHOP限定特典付きのCDアルバムがmu-mo SHOPにて販売された。
- 『＜7/19(土)絵柄＞ゆれる青春（TYPE-B）』（規格品番：AVCD-63672C）
- 『＜7/20(日)絵柄＞ゆれる青春（TYPE-B）』（規格品番：AVCD-63672D）
- 『＜7/19(土)絵柄＞ゆれる青春（TYPE-C）』（規格品番：AVCD-63673C）
- 『＜7/20(日)絵柄＞ゆれる青春（TYPE-C）』（規格品番：AVCD-63673D）
  - 各商品の特典内容：対象商品いずれか1枚購入で2Lサイズメンバー集合生写真（直筆プリントサイン入り）[44]。

### 配信アルバム
2025年1月29日のCDアルバム発売と同日に配信アルバムも各種配信サイトにてリリースされた。収録内容はCDの内容と同一となる。
| 規格 | 規格品番          | 収録内容     |
| ---- | ----------------- | ------------ |
| 配信 | ANTCD-A0000015697 | - CDと同内容 |

## 発売記念イベント
- 各地の商業施設などでミニライブ、特典会開催（2024年11月9日[47] - 2025年2月2日[48]）
- amazon、セブンネットショッピング、楽天ブックス、mu-mo SHOP、その他ショップによるCDショップ特典[43]
- タワーレコード：ラッキードロー・キャンペーン、特別レシート発行、パネル展＆パネルプレゼント、等身大パネル＆コラボポスター（ららぽーと立川立飛店、錦糸町パルコ店、川崎店）、撮りおろしチェキプレゼント（渋谷店）[注 1]、フォトスポット設置（渋谷店）[注 2][49]（2025年1月28日 - 2月10日（一部キャンペーンは2月3日、9日まで）、タワーレコード対象店舗）[50][51]
- 『ゆれる青春』リリース記念 LINE MUSICキャンペーン（2025年1月29日 - 2月11日）[52]
- 3rd ALBUM『ゆれる青春』リリース記念YouTube生配信（2025年1月29日）[53]

## タイアップ
| 楽曲                     | タイアップ                                                  | 内容                           | 備考                 |
| ------------------------ | ----------------------------------------------------------- | ------------------------------ | -------------------- |
| 「僕らのロードムービー」 | 西武学園文理中学・高等学校「2024文理祭」                    | 公式テーマソング               | [ 34 ] [ 35 ] [ 36 ] |
| 「僕らのロードムービー」 | 『僕らのロードムービー』（BUMP (ショートドラマ配信アプリ)） | 主題歌                         | [ 32 ]               |
| 「物語はここから」       | 『めざまし8』（フジテレビ系列）                             | 2024年11月度エンディングソング | [ 20 ]               |
| 「ビターネクター」       | 「ドラマ特区」『ふったらどしゃぶり』（毎日放送）            | オープニング主題歌             | [ 30 ]               |

## テレビ出演
（※ 「愛せ、至極散々な僕らの日を」歌唱によるテレビ出演については前作アルバム『愛せ、至極散々な僕らの日を』を参照。）
| 楽曲               | 番組                      | 放送日            | 備考   |
| ------------------ | ------------------------- | ----------------- | ------ |
| 「物語はここから」 | 『PLAYLIST』（TBSテレビ） | 2025年1月28日深夜 | [ 54 ] |